# 伊藤基隆
伊藤 基隆（伊藤 基隆、いとう もとたか、1938年10月25日 - 2017年7月11日）は、日本の政治家。参議院議員（2期）を歴任。会派は民主党・新緑風会。比例代表選出。参議院民主党国対委員長を務めた。

## 人物
群馬県出身。群馬県立富岡高等学校卒業。
田邊誠の実質的な後継者である。全逓書記長在任時の1990年、郵政反マル生闘争における被処分組合員の扱いを巡って、郵政省（当時）との裏交渉で「職場復帰の道が開かれた」として、1991年に処分撤回を求めた裁判を取り下げたが、省は誰一人として被処分者を再雇用しなかった。そればかりか、再雇用されなかった被処分組合員全員を組合組織から追放という結末を演じている。その後の千葉大会における委員長選挙で、不信任票が45％に達しながらも、辛うじて委員長に就任した過去を持つ。
2004年の年金未納問題の際には国民年金が3年2か月間未納であったことが判明する。
2007年の第21回参議院議員通常選挙には立候補せず、任期満了をもって政界から引退した。
2008年11月の秋の叙勲で旭日中綬章を受章する。
2017年7月11日、肺炎のため、群馬県高崎市の病院で死去した。78歳没。死没日付をもって従四位に叙された。

## 経歴
- 1957年（昭和32年） - 初級職国家公務員となり郵政研修所入所。
- 1958年（昭和33年） - 群馬県一ノ宮郵便局入局。
- 1970年（昭和45年） - 全逓群馬地区本部専従役員。
- 1974年（昭和49年） - 全逓中央執行委員。
- 1988年（昭和63年） - 全逓書記長。
- 1991年（平成3年） - 全逓中央執行委員長。
- 1993年（平成5年） - 国際郵便電信電話労連（PTTI）副会長。
- 1995年（平成7年） - 社会党公認で参議院議員に初当選。
- 1996年（平成8年） - 民主党結成に参加。
- 1998年（平成10年） - 民主党副幹事長。
- 2000年（平成12年） - 参議院財政金融委員長。
- 2001年（平成13年） - 参議院選挙に再選。
- 2007年（平成19年） - 政界引退。
- 2017年（平成29年） - 死去[2]。

## 政策・主張
- 1999年、国旗及び国歌に関する法律案の参議院本会議における採決で反対票を投じた。

## 主な著書
- 「こちら郵便局―公平安心社会の創造へ―」
- 『勤倹貯蓄を奨励する歌』亜紀書房、2002年4月1日。ISBN 4750502014。